# Gisèle Charzat
Gisèle Charzat, także Gisèle Bochenek-Forray (ur. 17 lutego 1941 w Paryżu) – francuska polityk, urzędniczka i publicystka, posłanka do Parlamentu Europejskiego I i II kadencji.

## Życiorys
W 1964 ukończyła studia z literatury w Instytucie Nauk Politycznych w Paryżu. Pracowała jako dziennikarka i urzędniczka (m.in. w resorcie spraw zagranicznych), dochodząc do stanowiska honorowego radcy stanu. Opublikowała kilka książek poświęconych m.in. roli kobiet w społeczeństwie, wojnie i imigracji, w tym La Militarisation intégrale (1986) i La Guerre nouvelle (1988).
W 1967 zaangażowała się w działalność polityczną w ramach Partii Socjalistycznej. Współpracowała z powiązaną z nią organizacją Centre d'études, de recherches et d'éducation socialiste, zajmowała się także kwestiami energetycznymi i relacjami z krajami Bliskiego Wschodu. W 1979 i 1984 uzyskiwała mandat posłanki do Parlamentu Europejskiego I i II kadencji. Przystąpiła do frakcji socjalistycznej, od 1982 do 1986 zasiadała w jej prezydium. Była wiceprzewodniczącą Delegacji ds. stosunków z Izraelem oraz Komisji ds. Kwestii Politycznych (1983–1984), należała też m.in. do Komisji ds. Rozwoju i Współpracy.
Żona polityka PS Michela Charzata.